# جاومى كوماس
جاومى كوماس (بالإسبانية: Jaume Comas)‏ مواليد 2 أغسطس 1974، هو لاعب كرة سلة إسباني سابق بدأ مسيرته الاحترافية في سنة 1993. يبلغ طوله 6 قدم 1.25 بوصة (1.9 م). اعتزل اللعب في 2011.

## روابط خارجية
- جاومى كوماس على موقع الاتحاد الدولي لكرة السلة (الإنجليزية)
- جاومى كوماس على موقع الدوري الإسباني لكرة السلة (الإسبانية)
- جاومى كوماس على موقع كرة السلة الأوروبية.كوم (الإنجليزية)
- جاومى كوماس على موقع ريلجم (الإنجليزية)
- جاومى كوماس على موقع بروبوليرز (الإنجليزية)
- جاومى كوماس على موقع سبورتس رفرنس (الإنجليزية)
- جاومى كوماس على موقع اللجنة الأولمبية الدولية (الإنجليزية)
- جاومى كوماس على موقع أوليمبيديا (الإنجليزية)